# Toño Mauri
Antonio Mauri Villariño (29 de julio de 1964), conocido como Toño Mauri, es un actor y cantante mexicano, conocido por su participación en telenovelas y por haber formado parte del grupo musical Fresas con Crema; es hermano de la actriz y cantante Graciela Mauri.

## Biografía
Toño Mauri es un actor y cantante mexicano casado con Carla Alemán Magnani, con quien tiene dos hijos, Carla Mauri Alemán y Antonio Mauri Alemán. La familia radica en Miami, Florida en los Estados Unidos.
Formó parte del grupo musical Fresas con Crema, conocido solamente como Fresas. Ese grupo estuvo integrado también por Mariana Levy, Andrés Bonfiglio y Andrea Legarreta.[cita requerida]
Su primera actuación en telenovela fue en Juana Iris en 1985, producción de Carlos Tellez, interpretando a Mauricio.[cita requerida]
En 1989 se integró al elenco de la telenovela Mi segunda madre, de Juan Osorio, al lado de Maria Sorté y Enrique Novi.[cita requerida]
Encarnó a José Ignacio López, hijo de María López, personaje interpretado por Victoria Ruffo, en la telenovela Simplemente Maria, que se transmitió entre 1989 y 1990.[cita requerida]
En 1990, participó en la película Trampa infernal junto al cantante Pedro Fernández y a Edith González.[cita requerida]
En 1991 se integró al elenco de Madres egoístas, y años después de estar alejado de la televisión, se unió en 1996 a la telenovela histórica La antorcha encendida, de Ernesto Alonso, interpretando al personaje de Andrés Quintana Roo.[cita requerida]
De 1998 a 1999, destacó su interpretación como Alonso del Ángel, el enamorado de Adela Noriega en el melodrama El privilegio de amar.[cita requerida]
En 2000, encarnó al sacerdote Moisés en Abrázame muy fuerte, donde compartió créditos con César Évora y Victoria Ruffo.[cita requerida]
En 2002 se une al elenco de la telenovela La otra interpretando a Daniel, y en 2003, al elenco de la primera temporada de la telenovela Velo de novia, con el papel de Juan Carlos Villaseñor.[cita requerida]
En 2004, participa en la primera producción de Nathalie Lartilleux, llamada Inocente de ti, on el papel de Sebastián. La novela se grabó en Miami Florida.[cita requerida]
En 2006 se integró al elenco de la telenovela Las dos caras de Ana, de Lucero Suárez, con el papel de Adrián, y en 2007, al lado de Adriana Fonseca y de Gabriel Soto en la telenovela Bajo las riendas del amor, de Ignacio Sada, también ambientadas en Miami.[cita requerida]
En el mismo año recibe, gracias a la productora Carla Estrada, su primer rol antagónico, para la telenovela Pasión.[cita requerida]
En 2008 protagonizó "Simulacro", el octavo capítulo de la segunda temporada de la serie Tiempo final, de FOX, en el que colabora con Andrea Montenegro y Juan Carlos Vargas, y en 2009, en la tercera temporada de la misma serie, apareció en el capítulo "Coartada" con Lucía Méndez.[cita requerida]
En 2010 produjo un largometraje sobre la historia que sus padres vivieron en Cuba para reencontrarse tiempo después en México.
En el mismo año participó en programas como 100 mexicanos dijeron, Al sabor del Chef Oropeza, Mojoe y Desmadruga2.[cita requerida]
En 2011 finalizó su participación en la telenovela  Teresa, de José Alberto Castro, interpretando al doctor Hernán Ledesma.[cita requerida]
En 2013 fue invitado junto con su hija Carla Mauri al programa Sabadazo a presentar el lanzamiento de su nuevo disco como cantante.[cita requerida]
En 2015 se presentó con el grupo Fresas con Crema en una cafetería del sur de la Ciudad de México, donde tuvo lugar la presentación de la reedición del disco Mundo Ideal, recordando a Fresas con Crema, con su hija Carla Mauri.[cita requerida]
En el mismo año presentó el sencillo Cómo no quererte a ti, donde canta a dueto a con su hija Carla Mauri.[cita requerida]

## Trayectoria

### Telenovelas
- Por amar sin ley (2018).... Dr. Ávalos
- La malquerida (2014) .... Andrés Vivanco
- Teresa (2010-2011) ....Hernán Ledesma
- Pasión (2007).....Álvaro Fernández de la Cueva
- Bajo las riendas del amor (2007).....Bruno Guzmán
- Las dos caras de Ana (2006-2007).....Adrián Ponce
- Inocente de ti (2004-2005).....Sebastián Rionda
- Velo de novia (2003)......Juan Carlos Villaseñor
- La otra (2002)......Daniel Mendizábal
- Abrázame muy fuerte (2000-2001)......Sacerdote Moisés
- El privilegio de amar (1998-1999).....Alonso del Ángel
- La antorcha encendida (1996).....Andrés Quintana Roo
- Madres egoístas (1991)......Maximiliano Báez
- Simplemente María (1989-1990)....José Ignacio López
- Mi segunda madre (1989).....Federico ``Sico´´
- Juana Iris (1985).....Mauricio

### Series de televisión
- Mariachis (2023) - Pedro[3]
- Tiempo final - Temporada III (2009) - Serie de televisión - capítulo "Coartada" ....Emilio Martínez Rigatti[4]
- Tiempo final- Temporada II (2008) - Serie de televisión - capítulo "Simulacro" ....Mario
- Mujer, casos de la vida real Miniserie (2006)....Alonso

### Programas de televisión
- Desmadruga2 (2010)....Invitado del día
- Al sabor del chef Oropeza (2010)...Invitado del día
- 100 mexicanos dijeron (2010)...Invitado especial
- Mojoe (2010)....Invitado especial
- Papá soltero (1990)....Gabriel (parodia de Miguel, episodio "Otro papá soltero")

### Películas
- Trampa infernal (1990)....Mauricio

## Vida privada y salud
Después de cuatro meses de hospitalización, sobrevivió al COVID-19, gracias a la donación de dos pulmones.[cita requerida]